# Zalesie (Boguszyce)
Zalesie – kolonia wsi Boguszyce w Polsce, położona w województwie śląskim, w powiecie gliwickim, w gminie Toszek.
W latach 1975–1998 kolonia administracyjnie należała do województwa katowickiego.